# Eupithecia conglomerata
Eupithecia conglomerata är en fjärilsart som beskrevs av Mcdunnough 1946. Eupithecia conglomerata ingår i släktet Eupithecia och familjen mätare. Inga underarter finns listade i Catalogue of Life.